# CNC-Maschine

Bohren einer Lochreihe im System 32 auf einer Portalfräsmaschine

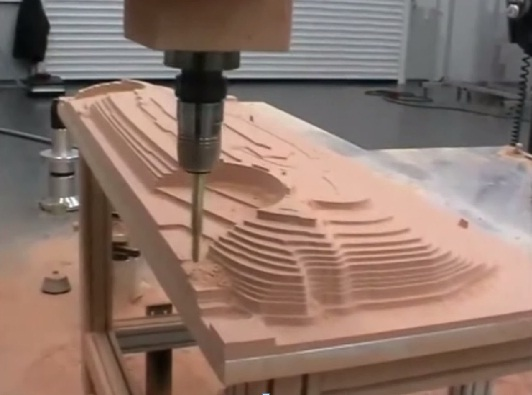
Ein CNC-gefrästes Landschaftsmodell

CNC-Maschinen (Computerized Numerical Control) sind Werkzeugmaschinen, die durch den Einsatz von Steuerungstechnik in der Lage sind, Werkstücke mit hoher Präzision auch für komplexe Formen automatisch herzustellen.
Bei Verwendung eines CAM-Systems können die Daten aus dem CAD-Programm, mit dem in der Regel die Bauteile konstruiert werden, unter Berücksichtigung einiger weiterer Faktoren wie Geometrie der Werkzeuge, Drehzahlen, Vorschüben mit Hilfe eines Postprozessors in ein CNC-Programm umgewandelt werden. Neben der manuellen Eingabe der Steuerinformationen gibt es weiterhin die sogenannte Teach-In-Methode, die für wenige dafür geeignete CNC-Maschinen zur Verfügung steht, und die Werkstattprogrammierung mit Eingabemasken.
Man unterscheidet Maschinen mit Punktsteuerung (PTP-Steuerung), Streckensteuerung und Bahnsteuerung. Moderne CNC-Maschinen können bereits mehr als sechs Bearbeitungsachsen besitzen, wobei die vierte bis sechste Achse (A, B, C) jeweils eine Rotation um die Hauptachse (X, Y, Z) darstellt und als Hilfsachse bezeichnet wird. Marktdominierende Hersteller von CNC-Steuerungen sind Fanuc, Siemens und Heidenhain. Es gibt zudem viele kleine Hersteller. Hochleistungssteuerungen zeichnen sich hierbei vor allem durch eine hohe Anzahl an kombinierbaren Achsen und die präzise Bahnberechnung aus.
Bei der Verwendung von CNC-Maschinen kann häufig auf eine ständige Betreuung der Fertigung durch Hilfspersonal verzichtet werden, in vielen Serienfertigungen werden nur noch wenige Menschen direkt an den Maschinen eingesetzt, da die Steuerungen ausreichend Möglichkeiten bieten, sogar die Qualitätskontrolle vollautomatisch in den Fertigungsprozess zu integrieren. Auch die Überwachung von Werkzeugverschleiß und -bruch verläuft vollautomatisch.
Prinzipiell kann jede konventionelle Maschine durch den Einsatz standardisierter Komponenten zu einer CNC-Maschine erweitert werden. Jedoch ist dabei zu beachten, dass bei herkömmlichen Fräsmaschinen das Umkehrspiel zwischen Maschinenspindel und Spindelmutter durch den Bediener und/oder durch Gegenlauffräsen kompensiert wurde. An modernen CNC-Fräsmaschinen sind die Antriebssysteme mit Kugelgewindetrieben oder Linearantrieben ausgestattet, welche annähernd spielfrei sind und somit unter anderem auch das Gleichlauffräsen möglich wird. Es gibt zwei Arten, mit denen die CNC-Maschine ihren zurückgelegten Weg misst: Beim direkten Wegemesssystem wird mit einem Glasmaßstab die Position direkt an der bewegten Achse gemessen. Beim indirekten Wegemesssystem wird der Drehwinkel des Motors oder der Kugelumlaufspindel gemessen und in die lineare Achsposition umgerechnet. Beide können sowohl absolut als auch inkremental ausgeführt sein.
Als Verbindung zwischen der Bewegungssteuerung (CNC) und der Maschine arbeitet eine SPS. Dort sorgt ein vom Maschinenhersteller geschriebenes Programm dafür, dass Betriebsarten, Schutztüre, Kühlmittel, Schmierung und andere Aggregate funktionieren. Dieses Verknüpfungsprogramm bestimmt in hohem Maße die Möglichkeiten und den Komfort einer Maschine und bleibt nach Auslieferung der Maschine unverändert. Für den Endanwender der Maschine ist es nicht direkt sichtbar.
Vorgänger der CNC-Maschinen waren die NC-Maschinen, also Werkzeugmaschinen mit numerischer Steuerung (Numerical control), z. B. durch Lochstreifen oder Lochkarten.

## CNC-Digitale Schneidesysteme und Flachbettschneider
CNC-digitale Schneidesysteme, einschließlich Flachbettschneider und digitale Schneidemaschinen für den Druckbereich, werden in zahlreichen Branchen eingesetzt, etwa in der Grafikindustrie, Werbung, Verpackungstechnik und Textilverarbeitung. Diese Maschinen sind dafür ausgelegt, Materialien wie Karton, Vinyl, Acryl, Schaumstoff oder Textilien präzise und effizient zu schneiden.
Moderne Systeme unterstützen verschiedene Schneidetechniken. Das Geradeausschneiden mit Ziehmessern eignet sich für flache Materialien, während V-Schnitte schräge Rillen und Falzen ermöglichen, die typischerweise im Verpackungs- und Displaybereich verwendet werden. Das Schneiden von Rollenmaterial erlaubt eine kontinuierliche Verarbeitung von bahnförmigen Materialien wie Textilien und Folien.
Werkzeuge zum Rillen erzeugen Faltlinien für Verpackungen, während Perforierwerkzeuge Reißlinien für Etiketten und Tickets schaffen. Weitere Funktionen umfassen das Markieren mit Stiften, das Stanzen und Einkerben für maßgeschneiderte Formen, das Fräsen von harten Materialien wie Kunststoffen und Verbundstoffen, oszillierendes Schneiden für dicke oder feste Werkstoffe sowie rotierendes Schneiden für weiche, faserhaltige Materialien wie Textilien und technische Gewebe.